# تولید آنتروپی

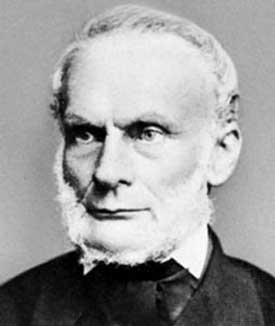
رودلف کلاوزیوس از نخستین پژوهشگران در زمینه تولید آنتروپی

تولید آنتروپی (به انگلیسی: Entropy production) برای محاسبه میزان بازده عملکرد ماشینهایی گرمایی مورد استفاده قرارمیگیرد مانند محاسبه بازده در نیروگاه‌ها، یخچالها، پمپ حرارتی و ابزار تهویه مطبوع. همچنیین نقش کلیدی در فرایندهای برگشت‌ناپذیر در ترمودینامیک نیز دارد.

## گذشته
آنتروپی در فرایندهای برگشت‌ناپذیر تولید می‌شود. ارزش دوری از فرایند برگشت‌ناپذیر (یا کاهش آنتروپی ایجاد شده) توسط آقای نیکولا سعدی کارنو در سال ۱۸۲۴ پی برده و مطرح شد.
در سال ۱۸۶۷ کلازیوس که از سال ۱۸۵۴ کار در رابطه آنتروپی را افزایش داده بود توضیحاتی در مقالات نوشته شده خود دربارهٔ تولید آنتروپی (در سیستم بسته)ارائه نمود. همچنین معادله زیر که تولید آنتروپی با N نامگذاری شده و S0 آنتروپی در حالت نخست و S آنتروپی در حالت آخر فرایند، T دما و Q انرژی گرمایی ورودی به سامانه است.
{\displaystyle N=S-S_{0}-\int {\frac {dQ}{T}}.}
اگر در معادله بالا N برابر صفر شود فرایند برگشت‌پذیر است و اگر بزرگتر از صفر شود (که در فرایندهای واقعی چنین است) فرایند برگشت‌ناپذیر می‌باشد.